# Ýusup Melejaýew
Ýusup Hojaberdiýewiç Melejaýew (ur. 18 marca 1989 roku) – turkmeński zapaśnik walczący w stylu wolnym. Zajął 30 miejsce na mistrzostwach świata w 2014. Dziesiąty na igrzyskach azjatyckich w 2014. Siódmy na mistrzostwach Azji w 2016. Brązowy medalista igrzysk Solidarności Islamskiej w 2017 roku.